# Степаненко Сергій Євгенович
Сергі́й Євге́нович Степане́нко (7 квітня 1967, Копейськ, Челябінська область, Російська РФСР — 18 грудня 2016, с. Калинівка, Бахмутський район, Донецька область, Україна) — молодший сержант Збройних сил України, учасник війни на сході України.

## Життєпис
У дитячі роки часто переїздив з батьками (РРФСР, Україна, Казахстан), школу закінчив у Борисполі. Строкову службу проходив мічманом на Далекосхідному флоті. Здобув середню технічну освіту за спеціальністю радіомовлення та радіозв'язок (1987, Хабаровськ). 1999 року зі своєю сім'єю оселився на Київщині. Працював бетонщиком у ТОВ «Трест Бориспільсільбуд», таксистом, займався підприємництвом у сфері будівництва.
З 9 лютого 2015 року служив у ЗСУ за контрактом, був тяжко поранений у районі Попасної. Після закінчення контракту уклав новий і 6 грудня 2016 повернувся на передову у свій батальйон.
Молодший сержант, (25-й окремий мотопіхотний батальйон, 54-та окрема механізована бригада). Позивний «Паштет».
Загинув у бою на Світлодарській дузі (Донецька область), відбиваючи атаки проросійських терористів. Разом з Володимиром загинули солдати Андрій Байбуз, Дмитро Клименко, Василь Панасенко, Роман Радівілов, Андрій Широков, молодший сержант Володимир Андрешків та лейтенант Микита Яровий.
По смерті залишилися дружина, донька та син.
Похований у м. Бориспіль, Київська область, Рогозівське кладовище.

## Нагороди та вшанування
- Указом Президента України № 580/2016 від 29 грудня 2016 року «за особисту мужність, самовідданість і високий професіоналізм, виявлені у захисті державного суверенітету та територіальної цілісності України, вірність військовій присязі» нагороджений орденом «За мужність» III ступеня (посмертно)[1].
- 21 вересня 2018 року на фасаді Бориспільської школи, де навчався Сергій, йому відкрито меморіальну дошку[2][3].
- Вшановується в меморіальному комплексі «Зала пам'яті», в щоденному ранковому церемоніалі 18 грудня[4][5].